# Kapušany
Kapušany (ungarisch Kapi) ist eine Gemeinde in der Ostslowakei mit 2156 Einwohnern (Stand 31. Dezember 2024) im Okres Prešov, einem Teil des Prešovský kraj, und wird zur traditionellen Landschaft Šariš gezählt.

## Geographie

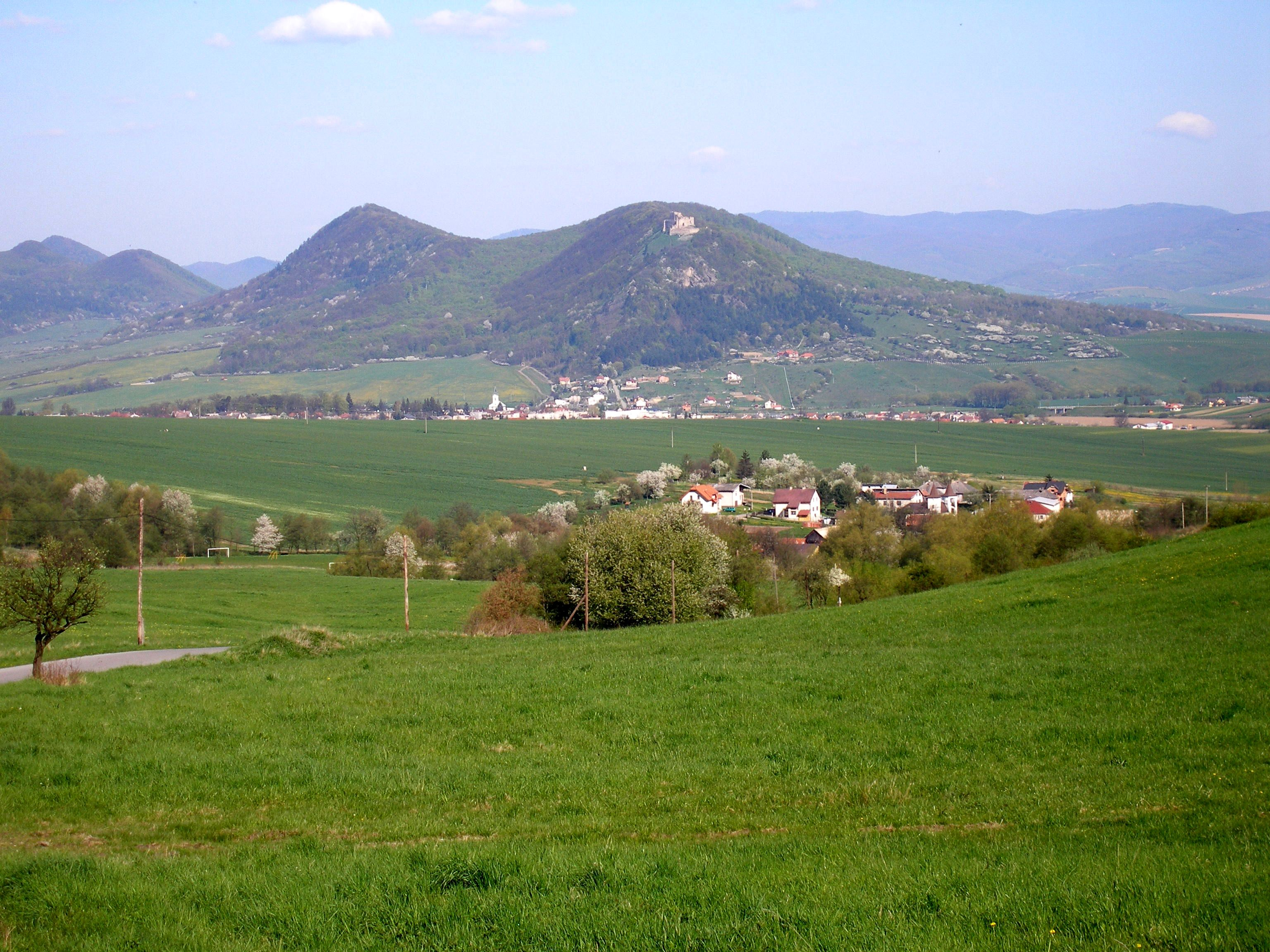
Blick auf den Ort und die Burg im Hintergrund

Die Gemeinde befindet sich im nördlichen Ausläufer des Talkessels Košická kotlina zwischen dem Gebirge Slanské vrchy und dem Bergland Šarišská vrchovina, am Fluss Sekčov sowie deren Zuflüssen Ladianka und Kapušiansky potok, alle im Einzugsgebiet der Torysa. Das Ortszentrum liegt auf einer Höhe von 279 m n.m. und ist etwa acht Kilometer von Prešov entfernt.
Nachbargemeinden sind Fulianka im Norden, Podhorany im Nordosten, Lada im Osten, Trnkov im Südwesten, Okružná und Vyšná Šebastová im Süden, Prešov (Stadtteil Nižná Šebastová) im Westen und Fintice im Nordwesten.

## Geschichte

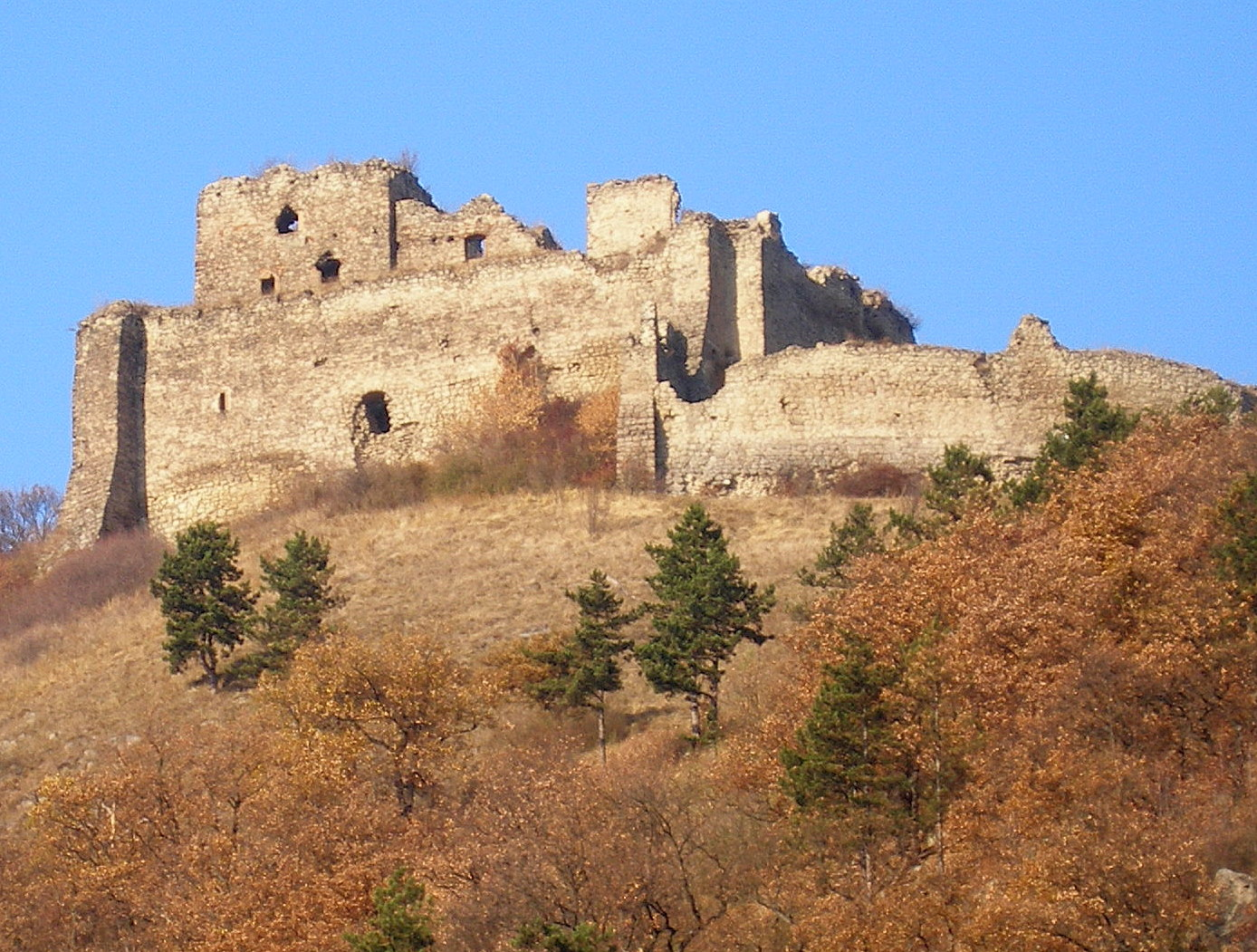
Burg Kapušany

Der Ort ist ein alter Siedlungsplatz, mit Überresten einer Siedlung der jungsteinzeitlichen Bükker Kultur sowie einer Grabstätte aus der Hallstattzeit, einer Siedlung in der Römerzeit sowie einer slawischen Siedlung im 10. und 11. Jahrhundert.
Kapušany wurde 1248 erstmals als Kapy schriftlich erwähnt und entstand im 12. Jahrhundert als Ort der Wächter der königlichen Straßen. Zuerst war der Ort Teil der Herrschaft der Burg Scharosch, ab dem 14. Jahrhundert gehörte er verschiedenen landadligen Gutsherren und ab dem 15. Jahrhundert dem Geschlecht Kapy. Noch im 13. Jahrhundert entstand auf dem Berg Maglovec die Burg Kapušany (1715 geschleift). Anschließend entwickelte sich Kapušany als Marktflecken und Sitz der Herrschaft Kapušany. 1418 erhielt es das Marktrecht und das Recht, einen Jahrmarkt zu veranstalten, 1427 wurden 65 Porta verzeichnet. 1787 hatte die Ortschaft 90 Häuser und 625 Einwohner, 1828 zählte man 139 Häuser und 1026 Einwohner, die als Landwirte und Gemüsehändler beschäftigt waren, zudem gab es im 19. Jahrhundert Kohleförderung sowie einen Steinbruch.
Bis 1918/1919 gehörte der im Komitat Sáros liegende Ort zum Königreich Ungarn und danach zur Tschechoslowakei beziehungsweise heute Slowakei.
Der Ortsname leitete sich vom ungarischen Wort kapu für Tor ab.

## Bevölkerung
| Jahr                | 1994 | 2004    | 2014    | 2024    |
| ------------------- | ---- | ------- | ------- | ------- |
| Anzahl der Personen | 1902 | 2090    | 2176    | 2156    |
| Unterschied         |      | +9,88 % | +4,11 % | −0,91 % |

| Jahr                | 2023 | 2024    |
| ------------------- | ---- | ------- |
| Anzahl der Personen | 2147 | 2156    |
| Unterschied         |      | +0,41 % |

Nach der Volkszählung 2011 wohnten in Kapušany 2170 Einwohner, davon 2029 Slowaken, sieben Russinen, drei Polen, zwei Tschechen sowie jeweils ein Rom und Ukrainer. Zwei Einwohner gaben eine andere Ethnie an und 125 Einwohner machten keine Angabe zur Ethnie. 
1837 Einwohner bekannten sich zur römisch-katholischen Kirche, 80 Einwohner zur griechisch-katholischen Kirche, 28 Einwohner zur Evangelischen Kirche A. B., vier Einwohner zur reformierten Kirche und drei Einwohner zur orthodoxen Kirche. Fünf Einwohner bekannten sich zu einer anderen Konfession, 70 Einwohner waren konfessionslos und bei 143 Einwohnern wurde die Konfession nicht ermittelt.

## Baudenkmäler

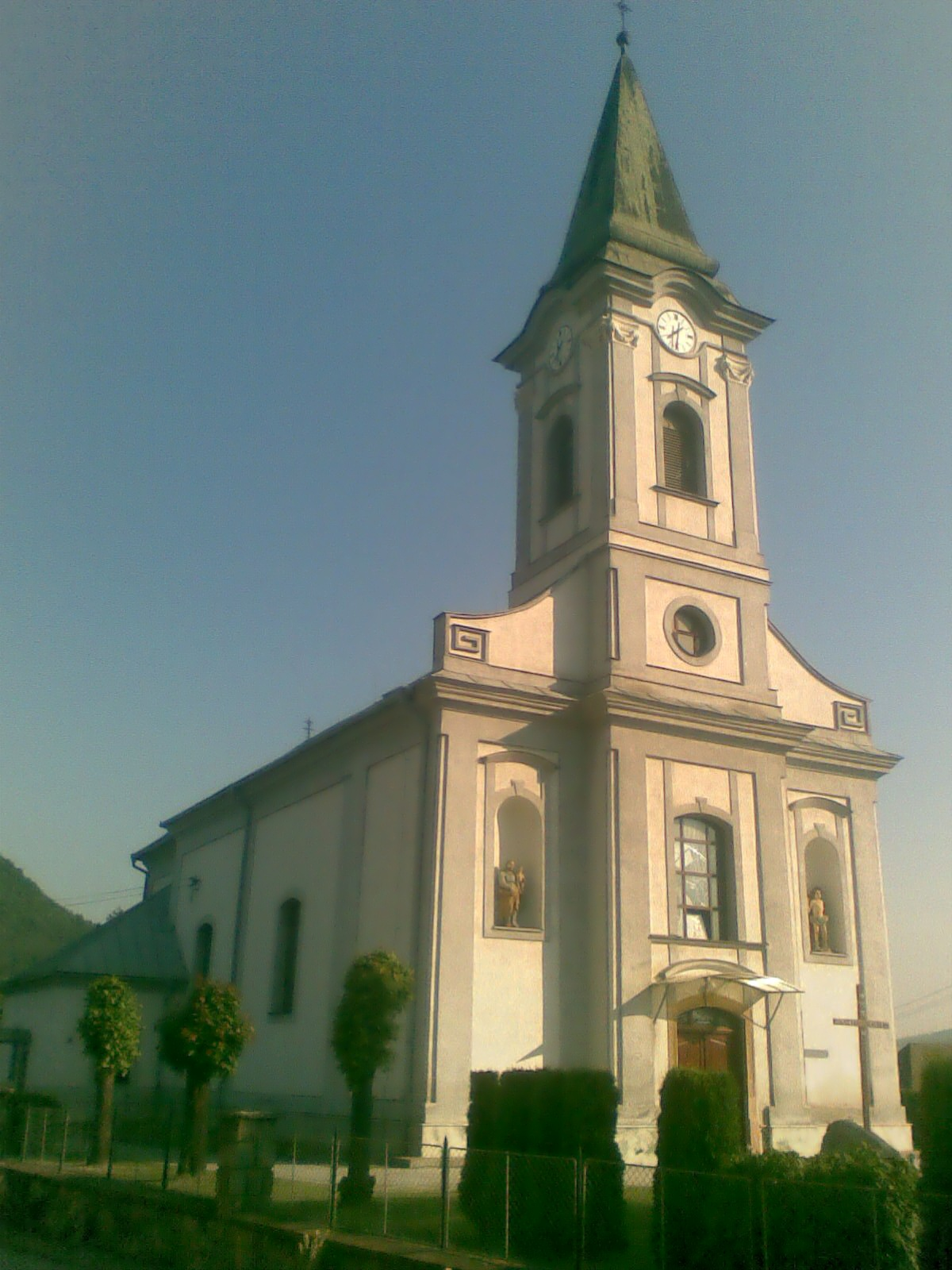
Kirche im Ort

- Ruinen der mittelalterlichen Burg Kapušany am Berg Maglovec
- römisch-katholische Martinskirche im klassizistischen Stil aus dem Jahr 1798
- Landschloss im Rokokostil aus der Hälfte des 18. Jahrhunderts

## Verkehr
Durch Kapušany führt die Straße 1. Ordnung 18 auf der Teilstrecke zwischen Prešov und Vranov nad Topľou. In der Ortsmitte zweigt die Straße 2. Ordnung 545 Richtung Bardejov ab. Der Ort hat einen Bahnhof (Kapušany pri Prešove) an der Bahnstrecke Strážske–Prešov, zudem Anfangspunkt der Bahnstrecke Kapušany pri Prešove–Bardejov.